# K-SAAM
Le K-SAAM (en anglais : Korean Surface to Air Anti Missile, en coréen : 해궁 « Haegung », en Hanja : 海弓) est un système sud-coréen de missile sol-air (SAM) à moyenne portée développé par l’Agence pour le développement de la défense (ADD), LIG Nex1 et Hanwha Defense. Il dispose d’un guidage inertiel à mi-parcours et d’un double détecteur (micro-ondes et infrarouge) pour le guidage terminal. Il remplacera le missile RIM-116 Rolling Airframe Missile (RAM),. Il est déployé sur les frégates de classe Daegu et les ROKS Marado.

## Histoire
Le développement a commencé en 2011 et a été prolongé de 2 ans après une série d’échecs lors des essais en 2016. Les essais de 2017 ont été jugés réussis, mais remis en question par une source anonyme ayant eu connaissance d’une évaluation qui faisait référence au missile antinavire nord-coréen Kumsong-3 comme l’une des principales menaces pour les navires de la marine de la république de Corée ainsi que pour d’autres pays voisins.